# Ódor Lajos (politikus)
Ódor Lajos (szlovákul: Ľudovít Ódor; Nagykeszi, 1976. július 2. –) szlovákiai magyar közgazdász, egyetemi oktató, Szlovákia miniszterelnökének és a pénzügyminisztérium volt tanácsadója, a Szlovák Nemzeti Bank alelnöke. 2023. május 15-től október 25-ig Szlovákia miniszterelnöke, egyben az ország első magyar nemzetiségű kormányfője.

## Élete
1976-ban született a szlovákiai Komáromban. Az általános iskola első négy osztályát egy csallóközi faluban, Nagykeszin végezte, majd a felső tagozatot már az ekeli általános iskolában járta ki. A komáromi magyar tannyelvű gimnáziumban (ma Selye János Gimnázium) tett érettségit követően a pozsonyi Comenius Egyetem Matematika-Fizika Karán végzett, méghozzá matematika-management szakra specializálódva.
Az egyetem elvégzése után 1999 áprilisában pénzpiaci elemzőként helyezkedett el a ČSOB banknál, ahol 2001-ig dolgozott. Ezt követően újabb két éven át közgazdászként dolgozott a Szlovák Hitelminősítő Intézetnél, majd 2003-ban, 27 évesen a szlovák Pénzügypolitikai Intézet vezető közgazdásza lett, melynek később az igazgatói posztját is betöltötte.
2006 januárjában a Szlovák Nemzeti Bank Tanácsának a tagja és a kutatásért felelős igazgató lett. 2010 szeptemberétől 2012 áprilisáig a miniszterelnök és a pénzügyminiszter tanácsadója volt. 2015 szeptemberében az Európai Unió Független Költségvetési Tanács Szövetségének alelnöke lett, a tisztséget 2017 októberéig töltötte be. Ezt követően egy évig és egy hónapig a Szlovák Takarékpénztár felügyelőbizottságának a tagja, majd 2018 februárjáig a Költségvetési Felelősség Tanácsának tagja volt. 2018. február 20-án nevezték ki a Szlovák Nemzeti Bank alelnökévé.
2016 januárjától vendégprofesszorként tevékenykedik a Közép-európai Egyetemen (CEU).  Ódor Lajos társalapítója a Pénzügypolitikai Intézetnek, a Költségvetési Felelősség Tanácsának és a Szlovák Pénzügyminisztérium Pénzérték Osztályának. Tevékenységével hozzájárult az egységes adókulcs bevezetéséhez, az államháztartás irányításának pénzügyi reformjához, az euró bevezetésének stratégiájához, a tartozás megfékezéséről szóló törvény javaslatához és a nyugdíjrendszer első és második pillérének megreformálásához.
A múltban több bizottság, tanács és klub tagja volt, melyek közgazdasági problémákkal foglalkoztak és gazdasági témájú rendezvényeken adott elő.
Magyarul, szlovákul és angolul beszél. A Pozsonyi Magyar Szakkollégium (PMSZ) Tanulmányi Tanácsának a tagja.
2023. május 7-én, miután elmélyült a szlovákiai kormányválság és ügyvezetői tisztségéről is lemondott Eduard Heger korábbi miniszterelnök, Zuzana Čaputová elnök őt jelölte meg mint lehetséges utódot, hogy az előrehozott választásokig szakértői kormány élén vezesse az országot. Az Ódor-kormány 2023. május 15. és október 25. között volt hivatalban.
A 2024-es európai parlamenti választáson a Progresszív Szlovákia (PS) listavezetőjeként indul, de a pártba nem lépett be.

## Sport
Teljesítette a középtávú triatlont (2 km úszás, 90 km kerékpározás és 21 km futás).

## Művei

### Publikációk
- Juraj Zeman; Biswajit Banerjee; Ludovit Odor and William O. Riiska, 2017. On the Effectiveness of Central Bank Intervention in the Foreign Exchange Market: The Case of Slovakia, 1999-2007, Comparative Economic Studies, forthcoming.
- Zareh Asatryan; Xavier Debrun; Friedrich Heinemann; Michal Horvath; Ludovit Odor and Mustafa Yeter, 2017. Making the most of the European Fiscal Board, No 3/2017, ZEW policy briefs, Center for European Economic Research.
- Ludovit Odor & Gábor P. Kiss, 2017. "Lost in complexity: Towards a decentralized and depoliticized fiscal framework in Europe" in Ódor, Ľ. (ed.), 2017. ’Rethinking Fiscal policy after the Crisis,’ Cambridge Books, Cambridge University Press.
- Ludovit Odor & Pavol Povala, 2016. „Risk Premiums in Slovak Government Bonds,“ Discussion Paper No. 3/2016, Council for Budget Respopnsibility.
- Ľudovít Ódor, 2016. „St(r)op míňaniu,“ Diskusná štúdia 2/2016, Rada pre rozpočtovú zodpovednosť.
- Ludovit Odor and Gabor P.Kiss, (2014), Back to basics – good indicators for good fiscal institutions!, Financial and Economic Review, 13, (4), 125-151.
- Ludovit Odor, 2014. "Another Quiet Revolution?," Discussion Paper No. 5/2014, Council for Budget Responsibility.
- Ludovit Odor, 2014. "The Good, the Bad and the Ugly," Discussion Paper No. 3/2014, Council for Budget Responsibility.
- Ludovit Odor, 2014. "Fiscal Risk Assessment at the CBR: A Conceptual Framework," Discussion Paper No. 1/2014, Council for Budget Responsibility.
- Ludovit Odor & Judita Jurasekova Kucserova, 2014. "Finding Yeti: More robust estimates of output gap in Slovakia," Working and Discussion Papers WP 1/2014, Research Department, National Bank of Slovakia.
- Ludovit Odor, 2012. "How to evaluate the long-term sustainability of public finances?,"
- Discussion Papers Discussion Paper No. 1/2012, Council for Budget Responsibility.
- Ludovit Odor & Gábor P. Kiss, 2011. "The exception proves the rule? Fiscal rules in the Visegrád countries," MNB Bulletin, Magyar Nemzeti Bank (Central Bank of Hungary), vol. 6(2), pages 25– 38, June.
- Ludovit Odor, 2011. „Is it worth considering net worth?“ in Rules and Institutions for Sound Fiscal Policy, Banca d´ Italia.
- Biswajit Banerjee, Damjan Kozamernik & Ludovit Odor, 2010. „The Road to Euro Adoption. A Comparison of Slovenia and Slovakia,“ in Beblavý, Miroslav & Cobham,David & Ódor, L'udovít (ed.), 2014. "The Euro Area and the Financial Crisis," Cambridge University Press.
- Martin Filko & Stefan Kiss & Ludovit Odor & Matej Siskovic, 2010. "Structural Policy Challenges in Slovakia," Working and Discussion Papers DP 1/2010, Research Department, National Bank of Slovakia.
- Michal Horvath & Ludovit Odor, 2009. "Making Fiscal Commitments Credible," Working and Discussion Papers DP 2/2009, Research Department, National Bank of Slovakia.
- Mária Marčanová & Ľudovít Ódor, 2008. „Efektívne agregátne daňové zaťaženie v SR“, NBS Working Paper 4/2008
- Ľudovít Ódor & Zdenko Krajčír, 2005. „Prvý rok daňovej reformy,“ Ekonomická analýza č. 8, Inštitút finančnej politiky
- Ľudovít Ódor, 2005. „Možnosti znižovania odvodov na Slovensku,“ Ekonomická analýza č. 7, Inštitút finančnej politiky
- Ľudovít Ódor & Zsolt Illés, 2005. „Analýza základných indikátorov trhu práce,“ Ekonomická analýza č. 6, Inštitút finančnej politiky
- Ľudovít Ódor a kol., 2005. „Odhad produkčnej medzery a štrukturálneho salda verejných financií v SR,“ Ekonomická analýza č. 3, Inštitút finančnej politiky
- Ľudovít Ódor a kol., 2004. „Vplyv dôchodkového sporenia na verejné financie a občanov“, Ekonomická analýza č. 1, Inštitút finančnej politiky
- Petr Dufek & Ľudovít Ódor, 2000. „Zásadní změna měnové politice na Slovensku?“ Bankovnictví č. 3, s. 30-31

Forrás: Publikációs lista PDF

### Közgazdasági szakkönyvek
- Beblavý, Miroslav & Cobham, David & Ódor, Ľudovít (szerk.): The Euro Area and the Financial Crisis (Cambridge University Press, 2011) Cambridge Books ISBN 9781139044554
- Ódor, Ľ. (szerk.): Rethinking Fiscal policy after the Crisis (Cambridge University Press, 2017) Cambridge Books ISBN 9781316675861

### Tudomány-népszerűsítő könyvek
- Ekonómia z nadhľadu (Trend Holding, 2007) ISBN 9788096885374
- Krízonómia z nadhľadu (Trend Holding, 2009) ISBN 9788089357031
- Investovanie z nadhľadu (Trend Holding, 2015) ISBN 9788089357116
- Rýchlokurz geniality (Denník N, 2022) ISBN 9788082300911

Magyar nyelven
- Mindentudók kézikönyve (ford. Vályi Horváth Erika; Open Books, Bp., 2023) ISBN 9789635723829